# Weichritterlinge
|  | Dieser Artikel wurde aufgrund von formalen oder inhaltlichen Mängeln in der Qualitätssicherung Biologie im Abschnitt „Mykologie“ zur Verbesserung eingetragen. Dies geschieht, um die Qualität der Biologie-Artikel auf ein akzeptables Niveau zu bringen. Bitte hilf mit, diesen Artikel zu verbessern! Artikel, die nicht signifikant verbessert werden, können gegebenenfalls gelöscht werden. Lies dazu auch die näheren Informationen in den Mindestanforderungen an Biologie-Artikel. Begründung: Sehr spärlich, mikroskopische Merkmale fehlen, insgesamt ausbaufähig. |

Die Weichritterlinge (Melanoleuca) gelten als gut erkennbare Blätterpilzgattung. Ihr wissenschaftlicher Name spiegelt die häufigste Färbung von Hut und Lamellen wider. So ist die Hutoberseite in der Regel dunkel gefärbt, die Lamellen hingegen weißlich.

## Merkmale
Die Hutform ist meist gewölbt, höchstens leicht gebuckelt oder minimal in der Mitte eingedrückt. Der Hut besitzt oberseits eine weißliche, braune oder graue Farbe. Die Lamellen sind normalerweise ausgebuchtet, am Stiel angewachsen und leicht herablaufend. Sie besitzen eine weiße bis ockergelbe Färbung mit teils rosa Schimmer. Das Sporenpulver ist weiß bis cremefarben. Der Stiel ist feinfasrig, teils rillig und häufig an der Basis verdickt. Fundorte sind grasige Wälder, Wegränder und Parkanlagen.

## Arten

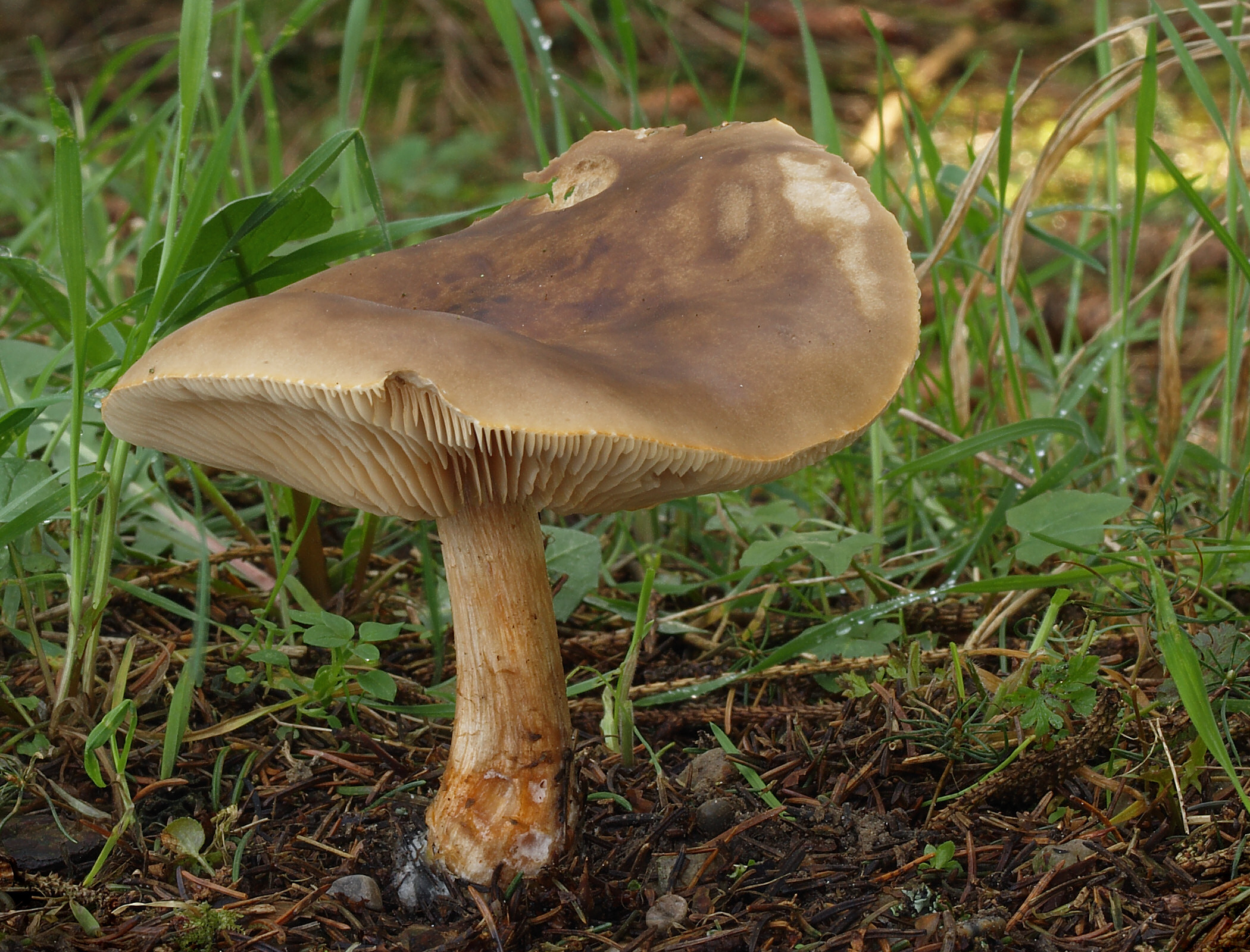
Frühjahrs-Weichritterling Melanoleuca cognata
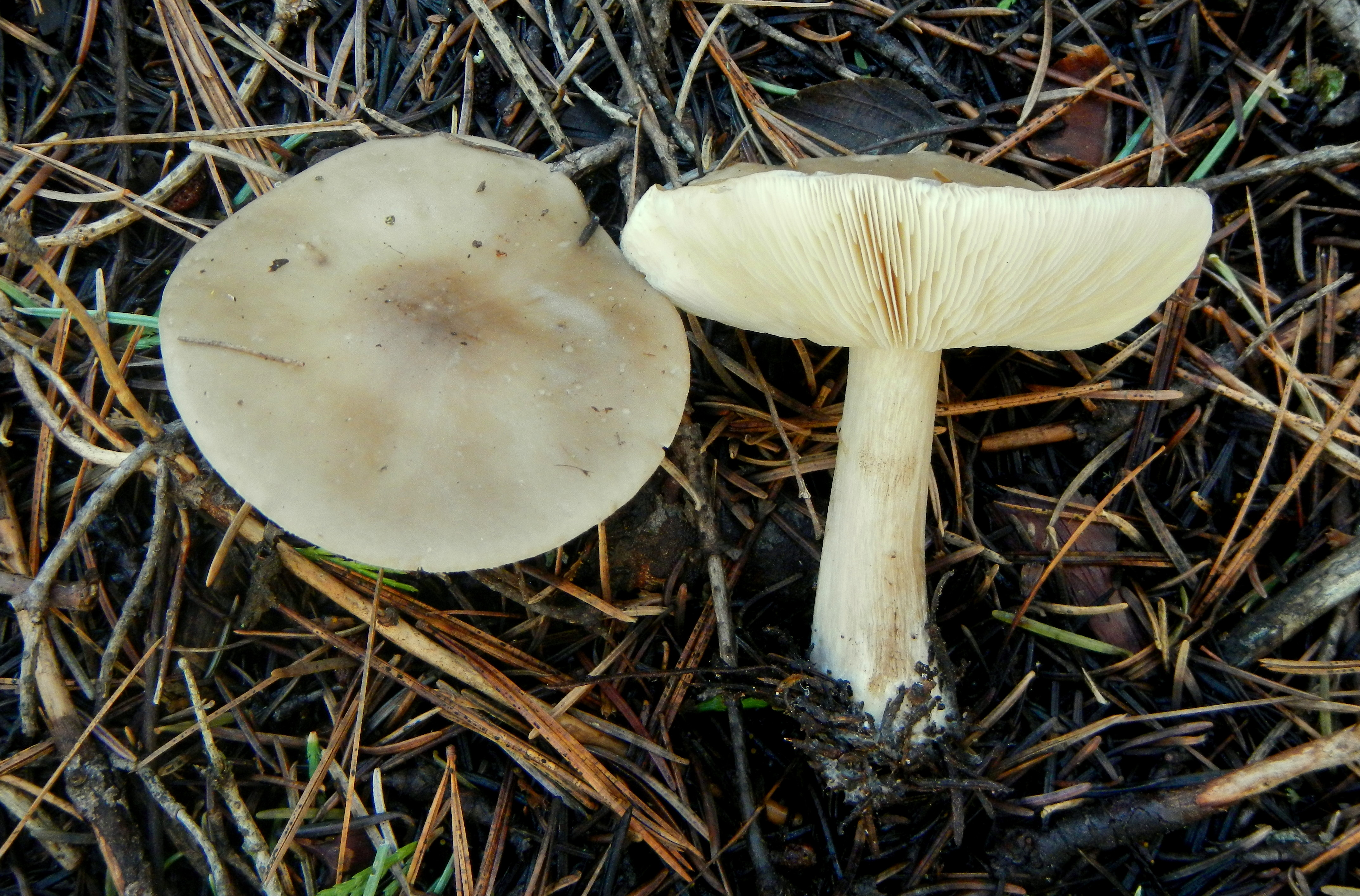
Heller Weichritterling Melanoleuca evenosa
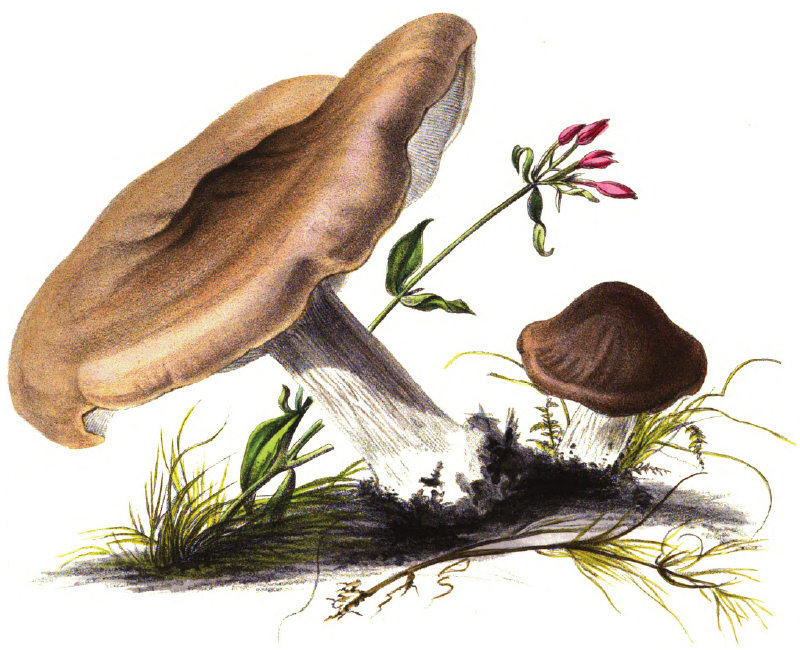
Rillstieliger Weichritterling Melanoleuca grammopodius
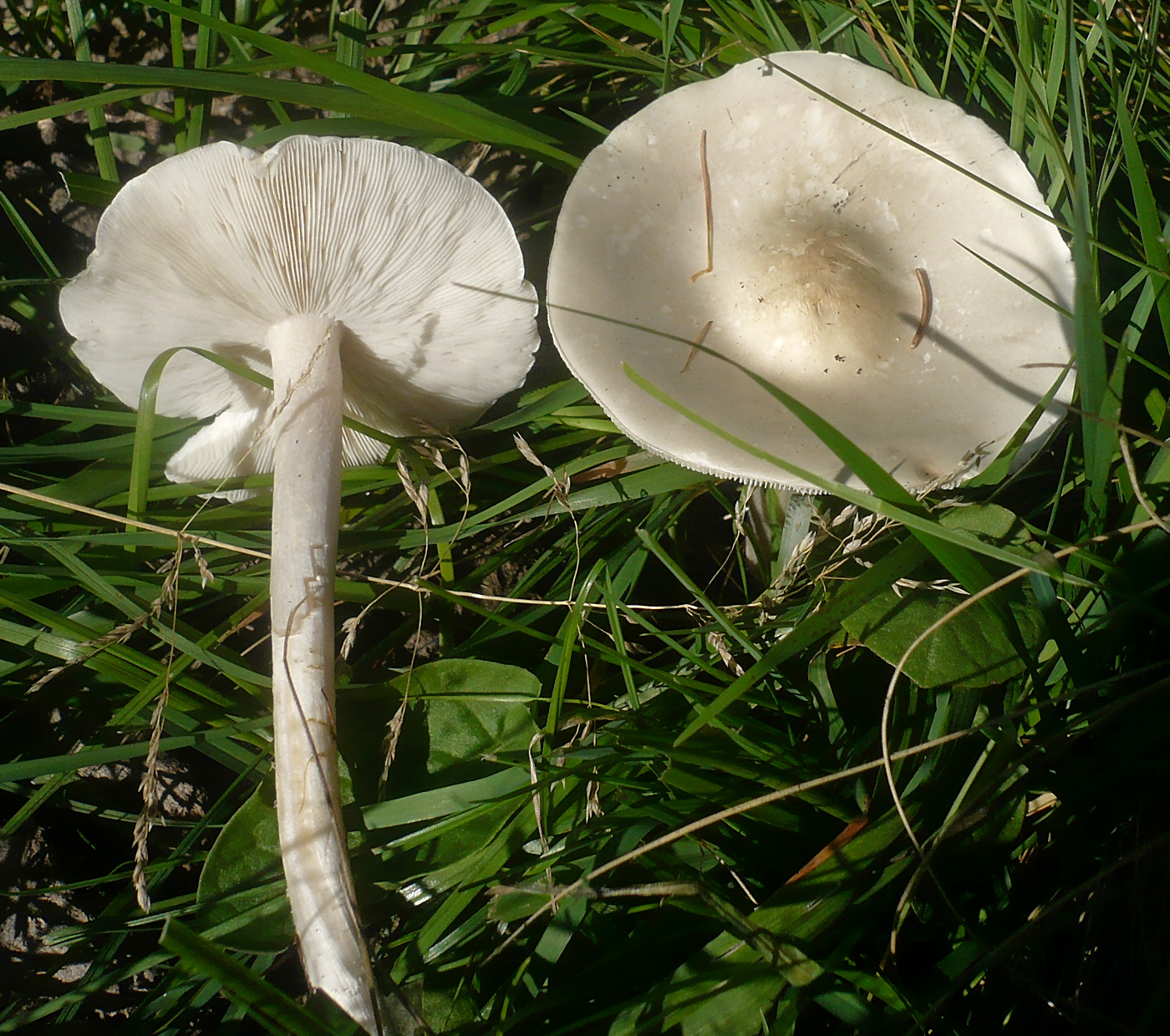
Almen-Weichritterling Melanoleuca subalpina
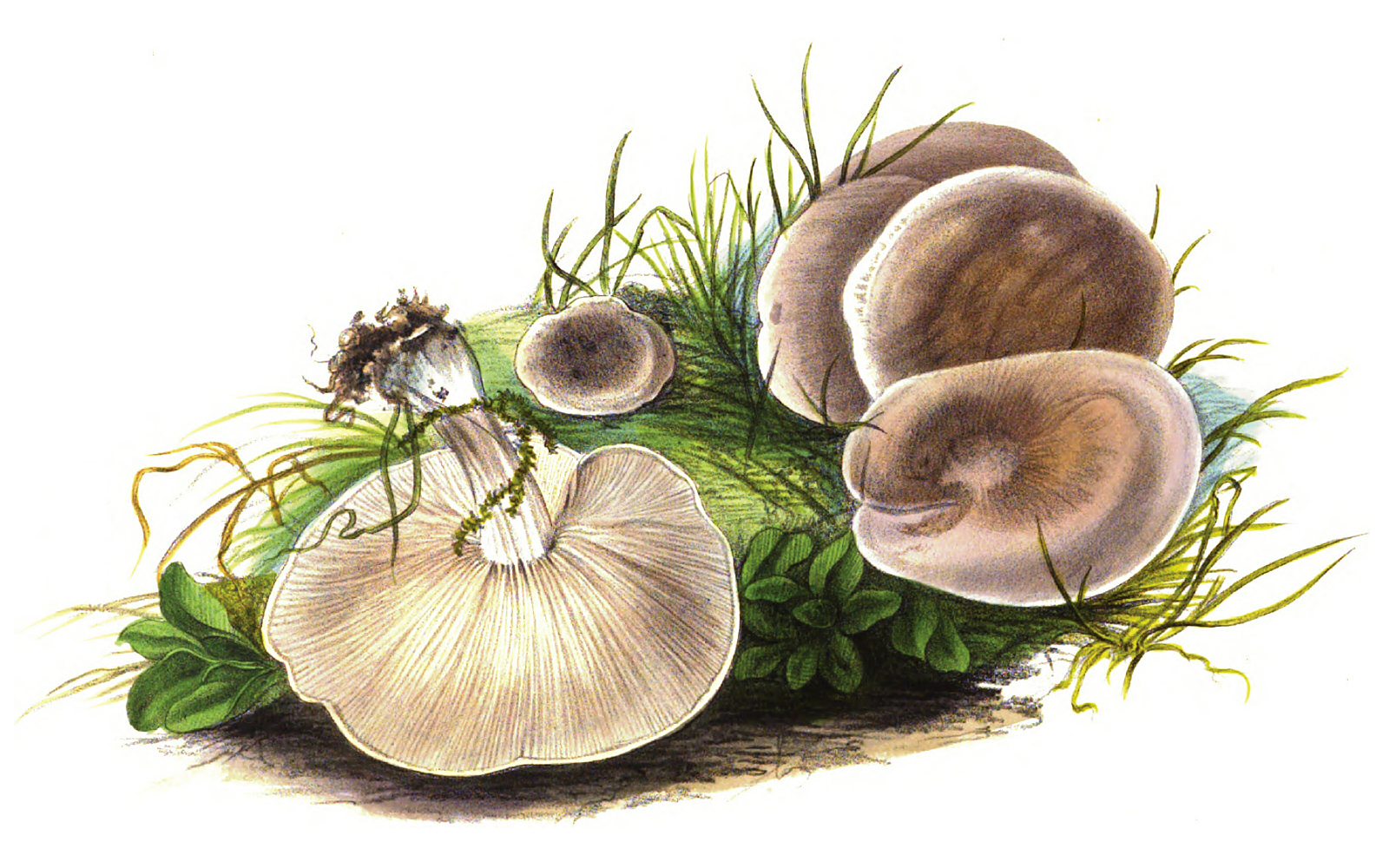
Bereifter Weichritterling Melanoleuca subpulverulenta
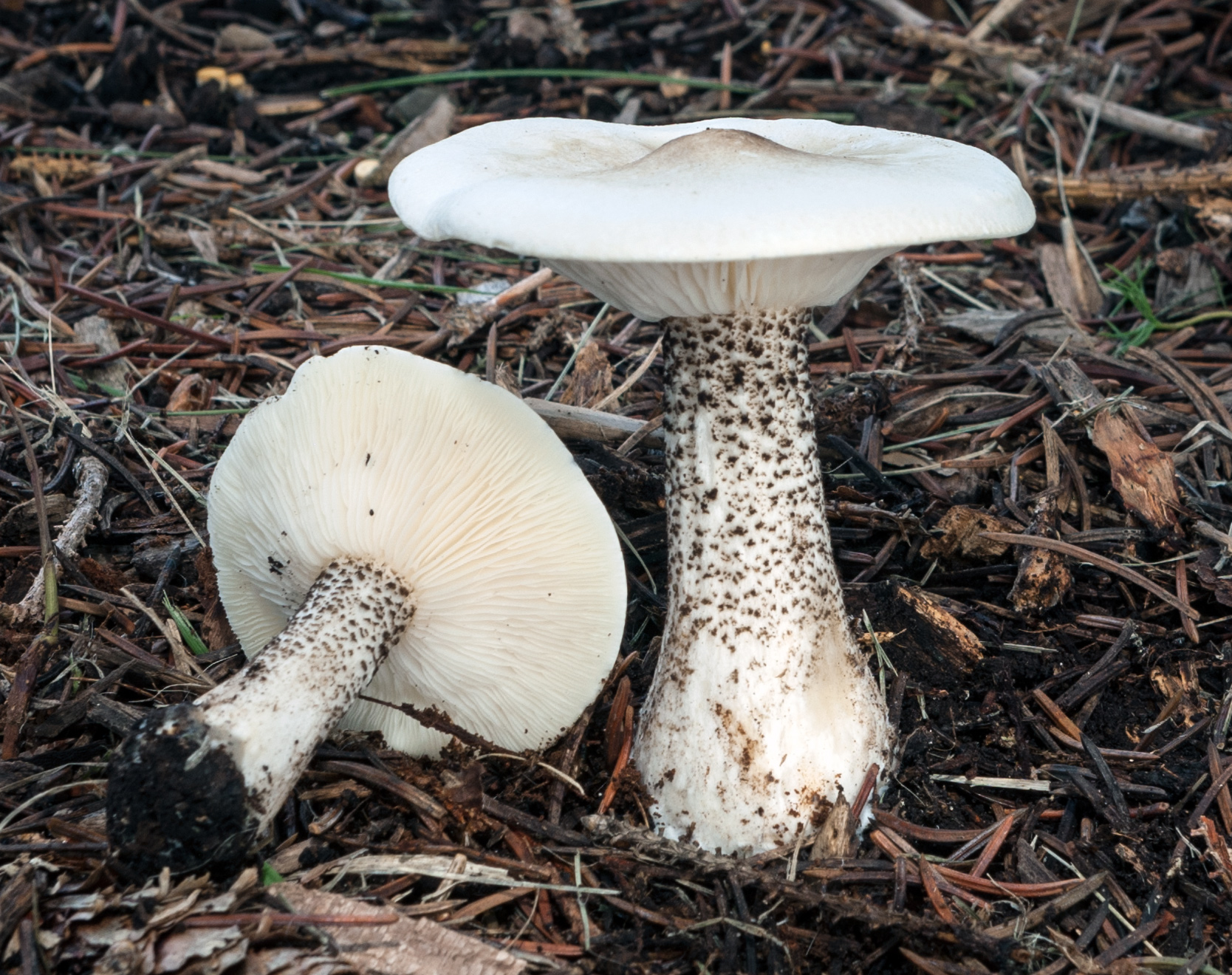
Raustiel- oder Flockenstieliger Weichritterling Melanoleuca verrucipes

In Europa kommen im engeren Sinn rund 80 Arten und Varietäten vor bzw. sind dort zu erwarten.
| Weichritterlinge (Melanoleuca) in Europa |                                                     |                                                                          |
| \| Deutscher Name \| Wissenschaftlicher Name \| Autorenzitat \| \| ------------------------------------------------- \| --------------------------------------------------- \| ------------------------------------------------------------------------ \| \| Schierlings- oder Starkriechender Weichritterling \| Melanoleuca adstringens \| (Persoon 1801 : Fries 1821) Konrad & Maublanc 1937 \| \| Kleinknolliger Weichritterling \| Melanoleuca amica \| (Fries 1857) Singer 1943 \| \| Dunkelbrauner Weichritterling \| Melanoleuca arcuata \| (Bulliard 1790 : Fries 1821) Singer 1935 \| \| Schwarzfüßiger Weichritterling \| Melanoleuca atripes \| Boekhout 1988 \| \| \| Melanoleuca bataillei \| Malençon 1975 \| \| Kurzsporiger Weichritterling \| Melanoleuca brachyspora \| Harmaja 1985 \| \| Gedrungener Weichritterling \| Melanoleuca bresadolae \| (Singer 1943) Bon 1991 \| \| Kurzstieliger Weichritterling \| Melanoleuca brevipes \| (Bulliard 1791) Patouillard 1900 ss. str. \| \| Blasser Weichritterling \| Melanoleuca candida \| Singer 1943 \| \| \| Melanoleuca castaneofusca \| Contu 1998 \| \| Katalanischer Weichritterling \| Melanoleuca catalaunica \| Singer 1935 \| \| \| Melanoleuca cavipes \| Métrod 1948 ex Bon 1990 \| \| Graublättriger Weichritterling \| Melanoleuca cinereifolia \| (Bon 1970) Bon 1978 \| \| Frühlings-Weichritterling \| Melanoleuca cognata \| (Fries 1838) Konrad & Maublanc 1927 \| \| \| Melanoleuca cognata var. robusta \| (J.E. Lange 1933) Kühner 1978 \| \| \| Melanoleuca congregata \| Bertault 1975 ex Contu 1993 \| \| \| Melanoleuca contracta \| Métrod 1948 ex Fontenla, Gottardi & Para 2006 \| \| \| Melanoleuca crassotunicata \| Singer 1943 \| \| Kurzfuß-Weichritterling \| Melanoleuca curtipes \| (Fries 1821 : Fries 1821) Bon 1972 \| \| Später Weichritterling \| Melanoleuca decembris \| Métrod 1942 ex Bon 1986 \| \| Trichterlings-Weichritterling \| Melanoleuca decembris var. pseudorasilis \| Bon 1990 \| \| \| Melanoleuca diverticulata \| G. Moreno & Bon 1980 \| \| Bunter Weichritterling \| Melanoleuca electropus \| Maire & Malençon 1975 \| \| Heller Weichritterling \| Melanoleuca evenosa \| (Saccardo 1887) Konrad & Maublanc 1927 \| \| Ausgefranster Weichritterling \| Melanoleuca exscissa (beschrieben als „excissa“) \| (Fries 1821 : Fries 1821) Singer 1935 \| \| \| Melanoleuca favrei \| Bon 1990 \| \| Friesscher Weichritterling \| Melanoleuca friesii \| (Bresadola 1928) Bon 1978 \| \| \| Melanoleuca furva \| (Fries 1818) Neuhoff 1967 ('1966') \| \| \| Melanoleuca fusca \| (Cleland 1933) Grgurinovic 1985 \| \| Kleiner Gras-Weichritterling \| Melanoleuca graminicola \| (Velenovský 1920) Kühner & Maire 1934 \| \| Rillstieliger Weichritterling \| Melanoleuca grammopus \| (Bulliard 1792 : Fries 1821) Murrill 1914 \| \| \| Melanoleuca grammopus var. obscura \| Bon 1990 \| \| Rauchgrauer Weichritterling \| Melanoleuca griseofumosa \| (Secretan 1833 ex) Singer & Clémençon 1973 ('1972') \| \| Heterozystiden-Weichritterling \| Melanoleuca heterocystidiosa \| (Beller & Bon 1972) Bon 1984 \| \| Behaarter Weichritterling \| Melanoleuca humilis \| (Persoon 1801 : Fries 1821) Patouillard 1900 \| \| \| Melanoleuca intervenosa \| Métrod 1948 ex Bon 1990 \| \| Iris-Weichritterling \| Melanoleuca iris \| Kühner 1956 \| \| \| Melanoleuca kavinae \| (Pilát & Veselý 1932) Singer 1936 \| \| \| Melanoleuca krieglsteineri \| Pázmány 1987 \| \| Graubrauner Weichritterling \| Melanoleuca kuehneri \| Bon 1988 \| \| Dunkler Kurzstiel-Weichritterling \| Melanoleuca langei \| (Boekhout 1988) Bon 1990 \| \| Weißblättriger Weichritterling \| Melanoleuca leucophylloides \| (Bon 1973) Bon 1980 \| \| Gelbsporiger Weichritterling \| Melanoleuca luteolosperma \| (Britzelmayr 1894) Singer 1935 \| \| \| Melanoleuca malenconii \| Bon 1990 \| \| Gemeiner Weichritterling \| Melanoleuca melaleuca \| (Persoon 1801 : Fries 1821) Murrill 1911 \| \| Südlicher Weichritterling \| Melanoleuca meridionalis \| G. Moreno & Barrasa 1978 ('1977') \| \| Purpurbrauner Weichritterling \| Melanoleuca metrodiana \| Bon 1988 \| \| Rosablättriger Weichritterling \| Melanoleuca metrodii \| Bon 1982 \| \| Filzhütiger Weichritterling \| Melanoleuca microcephala \| (P. Karsten 1881) Singer 1935 \| \| \| Melanoleuca nauseosa \| (Boekhout 1988) Bon 1990 \| \| Dunkler Weichritterling \| Melanoleuca nigrescens \| (Bresadola 1927) Bon 1978 \| \| Ockerfleckender Weichritterling \| Melanoleuca nivea \| Métrod 1962 ex Boekhout 1988 \| \| Gebirgs-Weichritterling \| Melanoleuca oreina \| (Fries 1818 : Fries 1821) Kühner & Maire 1934 \| \| Gestreifter Weichritterling \| Melanoleuca paedida \| (Fries 1838) Kühner & Maire 1934 \| \| \| Melanoleuca pallidicutis \| Bresinsky 2006 \| \| \| Melanoleuca parisianorum \| R. Haller Aar. 1953 ex Bon 1987 \| \| Kastanienbrauner Weichritterling \| Melanoleuca phaeopus (beschrieben als „phaeopodia“) \| (Bulliard 1792) Murrill 1914 \| \| Dunkelfleischiger Weichritterling \| Melanoleuca polioleuca \| (Fries 1821 : Fries 1821) Kühner & Maire 1934 ss. str. \| \| \| Melanoleuca politoinaequalipes \| (Béguet 1972 ex) M. Traverso & Zotti 2002 \| \| \| Melanoleuca privernensis \| (Consiglio, Contu, Setti & Vizzini 2008) Consiglio, Setti & Vizzini 2010 \| \| Heller Kurzstiel-Weichritterling \| Melanoleuca pseudobrevipes \| Bon 1990 \| \| \| Melanoleuca pseudoevenosa \| (Bon 1978 ex) Bon & G. Moreno 1980 \| \| Schlankstieliger Weichritterling \| Melanoleuca pseudoluscina \| Bon 1980 ('1979') \| \| \| Melanoleuca pseudopaedida \| Bon 1990 \| \| Glatter Weichritterling \| Melanoleuca rasilis \| (Fries 1838) Singer 1939 \| \| \| Melanoleuca reae (beschrieben als „Reai“) \| Singer 1935 \| \| Rotfüßiger Weichritterling \| Melanoleuca rufipes \| Bon 1978 \| \| Grauer Weichritterling \| Melanoleuca schumacheri \| (Fries 1818 : Fries 1821) Singer 1943 \| \| Blassgrauer Weichritterling \| Melanoleuca spegazzinii \| (Saccardo & D. Saccardo 1905) Singer 1950 \| \| Steifstieliger Weichritterling \| Melanoleuca strictipes \| (P. Karsten 1881) Jul. Schäffer 1951 \| \| Wegrand-Weichritterling \| Melanoleuca stridula \| (Fries 1838) Singer 1935 \| \| Rüblings-Weichritterling \| Melanoleuca stridula var. pallidipes \| (J.E. Lange 1933) Bon 1978 \| \| \| Melanoleuca striimarginata \| Métrod 1942 ex Bon 1990 \| \| Almen-Weichritterling \| Melanoleuca subalpina \| (Britzelmayr 1891) Bresinsky & Stangl 1976 \| \| \| Melanoleuca subbrevipes \| Métrod 1942 ex Bon 1990 \| \| \| Melanoleuca subexcentrica \| Bon 1990 \| \| Bereifter Weichritterling \| Melanoleuca subpulverulenta \| (Persoon 1828) Singer 1939 \| \| Weißer Alpen-Weichritterling \| Melanoleuca substrictipes \| Kühner 1978 \| \| Flacher Weichritterling \| Melanoleuca tabularis \| Métrod 1942 \| \| Düsterer Weichritterling \| Melanoleuca tristis \| M.M. Moser 1991 \| \| Braunrußiger Weichritterling \| Melanoleuca turrita \| (Fries 1838) Singer 1935 \| \| Raustiel- oder Flockenstieliger Weichritterling \| Melanoleuca verrucipes \| (Fries 1872) Singer 1939 \| \| Gelatinisierter Weichritterling \| Melanoleuca yucatanensis \| Guzmán & Bon in Bon 1984 \| |                                                     |                                                                          |
| Deutscher Name | Wissenschaftlicher Name                             | Autorenzitat                                                             |
| Schierlings- oder Starkriechender Weichritterling | Melanoleuca adstringens                             | (Persoon 1801 : Fries 1821) Konrad & Maublanc 1937                       |
| Kleinknolliger Weichritterling | Melanoleuca amica                                   | (Fries 1857) Singer 1943                                                 |
| Dunkelbrauner Weichritterling | Melanoleuca arcuata                                 | (Bulliard 1790 : Fries 1821) Singer 1935                                 |
| Schwarzfüßiger Weichritterling | Melanoleuca atripes                                 | Boekhout 1988                                                            |
| | Melanoleuca bataillei                               | Malençon 1975                                                            |
| Kurzsporiger Weichritterling | Melanoleuca brachyspora                             | Harmaja 1985                                                             |
| Gedrungener Weichritterling | Melanoleuca bresadolae                              | (Singer 1943) Bon 1991                                                   |
| Kurzstieliger Weichritterling | Melanoleuca brevipes                                | (Bulliard 1791) Patouillard 1900 ss. str.                                |
| Blasser Weichritterling | Melanoleuca candida                                 | Singer 1943                                                              |
| | Melanoleuca castaneofusca                           | Contu 1998                                                               |
| Katalanischer Weichritterling | Melanoleuca catalaunica                             | Singer 1935                                                              |
| | Melanoleuca cavipes                                 | Métrod 1948 ex Bon 1990                                                  |
| Graublättriger Weichritterling | Melanoleuca cinereifolia                            | (Bon 1970) Bon 1978                                                      |
| Frühlings-Weichritterling | Melanoleuca cognata                                 | (Fries 1838) Konrad & Maublanc 1927                                      |
| | Melanoleuca cognata var. robusta                    | (J.E. Lange 1933) Kühner 1978                                            |
| | Melanoleuca congregata                              | Bertault 1975 ex Contu 1993                                              |
| | Melanoleuca contracta                               | Métrod 1948 ex Fontenla, Gottardi & Para 2006                            |
| | Melanoleuca crassotunicata                          | Singer 1943                                                              |
| Kurzfuß-Weichritterling | Melanoleuca curtipes                                | (Fries 1821 : Fries 1821) Bon 1972                                       |
| Später Weichritterling | Melanoleuca decembris                               | Métrod 1942 ex Bon 1986                                                  |
| Trichterlings-Weichritterling | Melanoleuca decembris var. pseudorasilis            | Bon 1990                                                                 |
| | Melanoleuca diverticulata                           | G. Moreno & Bon 1980                                                     |
| Bunter Weichritterling | Melanoleuca electropus                              | Maire & Malençon 1975                                                    |
| Heller Weichritterling | Melanoleuca evenosa                                 | (Saccardo 1887) Konrad & Maublanc 1927                                   |
| Ausgefranster Weichritterling | Melanoleuca exscissa (beschrieben als „excissa“)    | (Fries 1821 : Fries 1821) Singer 1935                                    |
| | Melanoleuca favrei                                  | Bon 1990                                                                 |
| Friesscher Weichritterling | Melanoleuca friesii                                 | (Bresadola 1928) Bon 1978                                                |
| | Melanoleuca furva                                   | (Fries 1818) Neuhoff 1967 ('1966')                                       |
| | Melanoleuca fusca                                   | (Cleland 1933) Grgurinovic 1985                                          |
| Kleiner Gras-Weichritterling | Melanoleuca graminicola                             | (Velenovský 1920) Kühner & Maire 1934                                    |
| Rillstieliger Weichritterling | Melanoleuca grammopus                               | (Bulliard 1792 : Fries 1821) Murrill 1914                                |
| | Melanoleuca grammopus var. obscura                  | Bon 1990                                                                 |
| Rauchgrauer Weichritterling | Melanoleuca griseofumosa                            | (Secretan 1833 ex) Singer & Clémençon 1973 ('1972')                      |
| Heterozystiden-Weichritterling | Melanoleuca heterocystidiosa                        | (Beller & Bon 1972) Bon 1984                                             |
| Behaarter Weichritterling | Melanoleuca humilis                                 | (Persoon 1801 : Fries 1821) Patouillard 1900                             |
| | Melanoleuca intervenosa                             | Métrod 1948 ex Bon 1990                                                  |
| Iris-Weichritterling | Melanoleuca iris                                    | Kühner 1956                                                              |
| | Melanoleuca kavinae                                 | (Pilát & Veselý 1932) Singer 1936                                        |
| | Melanoleuca krieglsteineri                          | Pázmány 1987                                                             |
| Graubrauner Weichritterling | Melanoleuca kuehneri                                | Bon 1988                                                                 |
| Dunkler Kurzstiel-Weichritterling | Melanoleuca langei                                  | (Boekhout 1988) Bon 1990                                                 |
| Weißblättriger Weichritterling | Melanoleuca leucophylloides                         | (Bon 1973) Bon 1980                                                      |
| Gelbsporiger Weichritterling | Melanoleuca luteolosperma                           | (Britzelmayr 1894) Singer 1935                                           |
| | Melanoleuca malenconii                              | Bon 1990                                                                 |
| Gemeiner Weichritterling | Melanoleuca melaleuca                               | (Persoon 1801 : Fries 1821) Murrill 1911                                 |
| Südlicher Weichritterling | Melanoleuca meridionalis                            | G. Moreno & Barrasa 1978 ('1977')                                        |
| Purpurbrauner Weichritterling | Melanoleuca metrodiana                              | Bon 1988                                                                 |
| Rosablättriger Weichritterling | Melanoleuca metrodii                                | Bon 1982                                                                 |
| Filzhütiger Weichritterling | Melanoleuca microcephala                            | (P. Karsten 1881) Singer 1935                                            |
| | Melanoleuca nauseosa                                | (Boekhout 1988) Bon 1990                                                 |
| Dunkler Weichritterling | Melanoleuca nigrescens                              | (Bresadola 1927) Bon 1978                                                |
| Ockerfleckender Weichritterling | Melanoleuca nivea                                   | Métrod 1962 ex Boekhout 1988                                             |
| Gebirgs-Weichritterling | Melanoleuca oreina                                  | (Fries 1818 : Fries 1821) Kühner & Maire 1934                            |
| Gestreifter Weichritterling | Melanoleuca paedida                                 | (Fries 1838) Kühner & Maire 1934                                         |
| | Melanoleuca pallidicutis                            | Bresinsky 2006                                                           |
| | Melanoleuca parisianorum                            | R. Haller Aar. 1953 ex Bon 1987                                          |
| Kastanienbrauner Weichritterling | Melanoleuca phaeopus (beschrieben als „phaeopodia“) | (Bulliard 1792) Murrill 1914                                             |
| Dunkelfleischiger Weichritterling | Melanoleuca polioleuca                              | (Fries 1821 : Fries 1821) Kühner & Maire 1934 ss. str.                   |
| | Melanoleuca politoinaequalipes                      | (Béguet 1972 ex) M. Traverso & Zotti 2002                                |
| | Melanoleuca privernensis                            | (Consiglio, Contu, Setti & Vizzini 2008) Consiglio, Setti & Vizzini 2010 |
| Heller Kurzstiel-Weichritterling | Melanoleuca pseudobrevipes                          | Bon 1990                                                                 |
| | Melanoleuca pseudoevenosa                           | (Bon 1978 ex) Bon & G. Moreno 1980                                       |
| Schlankstieliger Weichritterling | Melanoleuca pseudoluscina                           | Bon 1980 ('1979')                                                        |
| | Melanoleuca pseudopaedida                           | Bon 1990                                                                 |
| Glatter Weichritterling | Melanoleuca rasilis                                 | (Fries 1838) Singer 1939                                                 |
| | Melanoleuca reae (beschrieben als „Reai“)           | Singer 1935                                                              |
| Rotfüßiger Weichritterling | Melanoleuca rufipes                                 | Bon 1978                                                                 |
| Grauer Weichritterling | Melanoleuca schumacheri                             | (Fries 1818 : Fries 1821) Singer 1943                                    |
| Blassgrauer Weichritterling | Melanoleuca spegazzinii                             | (Saccardo & D. Saccardo 1905) Singer 1950                                |
| Steifstieliger Weichritterling | Melanoleuca strictipes                              | (P. Karsten 1881) Jul. Schäffer 1951                                     |
| Wegrand-Weichritterling | Melanoleuca stridula                                | (Fries 1838) Singer 1935                                                 |
| Rüblings-Weichritterling | Melanoleuca stridula var. pallidipes                | (J.E. Lange 1933) Bon 1978                                               |
| | Melanoleuca striimarginata                          | Métrod 1942 ex Bon 1990                                                  |
| Almen-Weichritterling | Melanoleuca subalpina                               | (Britzelmayr 1891) Bresinsky & Stangl 1976                               |
| | Melanoleuca subbrevipes                             | Métrod 1942 ex Bon 1990                                                  |
| | Melanoleuca subexcentrica                           | Bon 1990                                                                 |
| Bereifter Weichritterling | Melanoleuca subpulverulenta                         | (Persoon 1828) Singer 1939                                               |
| Weißer Alpen-Weichritterling | Melanoleuca substrictipes                           | Kühner 1978                                                              |
| Flacher Weichritterling | Melanoleuca tabularis                               | Métrod 1942                                                              |
| Düsterer Weichritterling | Melanoleuca tristis                                 | M.M. Moser 1991                                                          |
| Braunrußiger Weichritterling | Melanoleuca turrita                                 | (Fries 1838) Singer 1935                                                 |
| Raustiel- oder Flockenstieliger Weichritterling | Melanoleuca verrucipes                              | (Fries 1872) Singer 1939                                                 |
| Gelatinisierter Weichritterling | Melanoleuca yucatanensis                            | Guzmán & Bon in Bon 1984                                                 |

- Frühjahrs-Weichritterling
Melanoleuca cognata
- Heller Weichritterling
Melanoleuca evenosa
- Rillstieliger Weichritterling
Melanoleuca grammopodius
- Almen-Weichritterling
Melanoleuca subalpina
- Bereifter Weichritterling
Melanoleuca subpulverulenta
- Raustiel- oder Flockenstieliger Weichritterling
Melanoleuca verrucipes

## Bedeutung

### Speisewert
Alle Weichritterlinge gelten als ungiftig. Dies könnte jedoch auch daran liegen, dass selbst unter Wissenschaftlern die Artbestimmung häufig strittig ist. So könnten Giftpilze einfach noch nicht bekannt sein. Beim Almen-Weichritterling (M. strictipes) wird z. B. eine leichte Giftigkeit vermutet. Der Frühlings-Weichritterling (M. cognata) wird als Speisepilz verwendet, auch wenn er wie alle Arten dieser Gattung nicht besonders wohlschmeckend ist.